# Championnat d'Albanie de football 1976-1977
Navigation
Championnat d'Albanie 1975-76 Championnat d'Albanie 1977-78
Le Championnat d'Albanie de football de Kategoria Superiore 1976-1977 est la 36e édition de ce championnat.

## Saison régulière
| Rang | Équipe                | Pts | J  | G  | N  | P  | Bp | Bc | Diff |
| ---- | --------------------- | --- | -- | -- | -- | -- | -- | -- | ---- |
| 1    | Dinamo Tirana         | 28  | 22 | 10 | 8  | 4  | 31 | 16 | +15  |
| 2    | Skënderbeu Korçë      | 28  | 22 | 10 | 8  | 4  | 25 | 16 | +9   |
| 3    | Vllaznia Shkodër      | 27  | 22 | 11 | 5  | 6  | 34 | 23 | +11  |
| 4    | Partizan Tirana       | 26  | 22 | 8  | 10 | 4  | 24 | 15 | +9   |
| 5    | Lokomotiva Durrës     | 23  | 22 | 7  | 9  | 6  | 20 | 17 | +3   |
| 6    | 17 Nëntori Tirana     | 23  | 22 | 10 | 3  | 9  | 21 | 22 | -1   |
| 7    | Traktoria Lushnja     | 23  | 22 | 8  | 7  | 7  | 17 | 21 | -4   |
| 8    | Labinoti Elbasan      | 20  | 22 | 6  | 8  | 8  | 19 | 19 | 0    |
| 9    | Luftëtari Gjirokastër | 18  | 22 | 6  | 6  | 10 | 19 | 26 | -7   |
| 10   | Flamurtari Vlorë      | 17  | 22 | 6  | 5  | 11 | 20 | 31 | -11  |
| 11   | Besa Kavajë           | 17  | 22 | 4  | 9  | 4  | 12 | 23 | -11  |
| 12   | Shkëndija Tirana      | 14  | 22 | 4  | 6  | 12 | 11 | 24 | -13  |

## 2etour

### Groupe A
| Rang | Équipe            | Pts | J  | G  | N  | P  | Bp | Bc | Diff |
| ---- | ----------------- | --- | -- | -- | -- | -- | -- | -- | ---- |
| 1    | Dinamo Tirana     | 44  | 32 | 16 | 12 | 4  | 46 | 24 | +22  |
| 2    | Skënderbeu Korçë  | 40  | 32 | 14 | 12 | 6  | 33 | 22 | +11  |
| 3    | Vllaznia Shkodër  | 37  | 32 | 15 | 7  | 10 | 48 | 34 | +14  |
| 4    | Partizan Tirana   | 33  | 32 | 10 | 13 | 9  | 32 | 27 | +5   |
| 5    | 17 Nëntori Tiranë | 33  | 32 | 14 | 5  | 13 | 31 | 31 | 0    |
| 6    | Lokomotiva Durrës | 28  | 32 | 9  | 10 | 13 | 27 | 33 | -6   |

|  | Champion |

### Groupe B
| Rang | Équipe                | Pts | J  | G | N  | P  | Bp | Bc | Diff |
| ---- | --------------------- | --- | -- | - | -- | -- | -- | -- | ---- |
| 7    | Luftëtari Gjirokastër | 29  | 32 | 9 | 11 | 12 | 28 | 32 | -4   |
| 8    | Labinoti Elbasan      | 29  | 32 | 9 | 11 | 12 | 25 | 29 | -4   |
| 9    | Flamurtari Vlorë      | 29  | 32 | 9 | 11 | 12 | 36 | 41 | -5   |
| 10   | Traktori Lushnja      | 29  | 32 | 9 | 11 | 12 | 23 | 33 | -10  |
| 11   | Shkëndija Tirana      | 27  | 32 | 8 | 11 | 13 | 19 | 29 | -10  |
| 12   | Besa Kavajë           | 26  | 32 | 6 | 14 | 12 | 16 | 29 | -13  |

|  | Relégué |

## Bilan de la saison
| Tableau d'Honneur                 |                   |
| Compétition                       | Vainqueur         |
| Championnat d'Albanie de football | Dinamo Tirana     |
| Coupe d'Albanie de football       | 17 Nëntori Tirana |

| Promotions et relégations     |              |
| Relégués en First Division    | Besa Kavajë  |
| Promus en Kategoria Superiore | Tomori Berat |